# Spojovací kolík

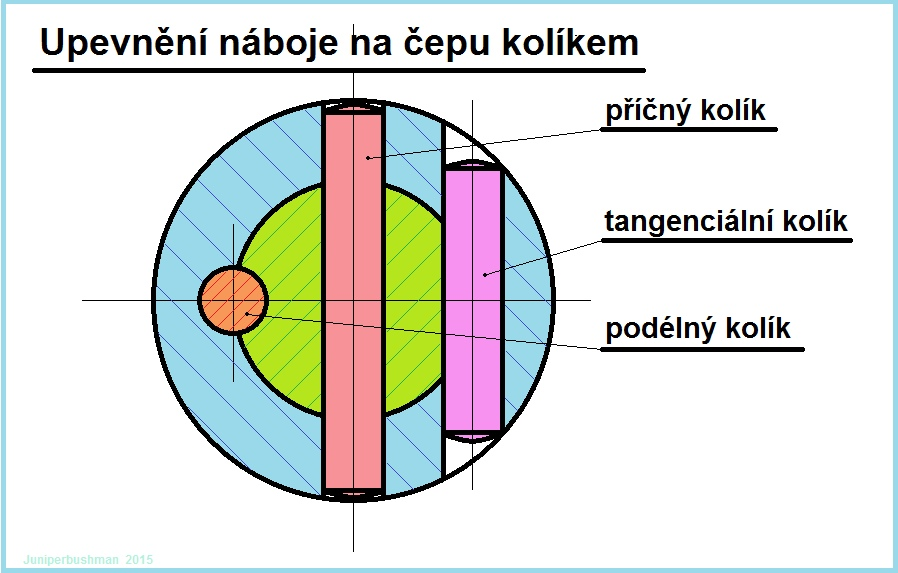
Způsoby použití kolíků k upevnění náboje na hřídel

Spojovací kolík je válcová nebo kuželová součástka určená ke spojení dílů konstrukce, které se dotýkají v určité ploše zejména ve strojnictví a stavebnictví.
Kolíky jsou určeny k přenosu sil kolmých na jejich osu, přičemž jsou ve všech spojovaných dílech lícovány těsně až pevně. Pokud má některý spojovaný díl zůstat otočný, pak pro takový spoj použijeme spojovací čep.
Kolíky se nejčastěji vyrábějí ocelové, ale mohou být i z jiných kovů a slitin nebo i plastů. U dřevěných konstrukcí se požívají nebo používaly dřevěné kolíky. V truhlářství se používají dřevěné kolíky zvané také „týble“ (z německého Dübel – hmoždinka) či hmoždinky.

## Nejčastěji používané druhy kolíků ve strojnictví

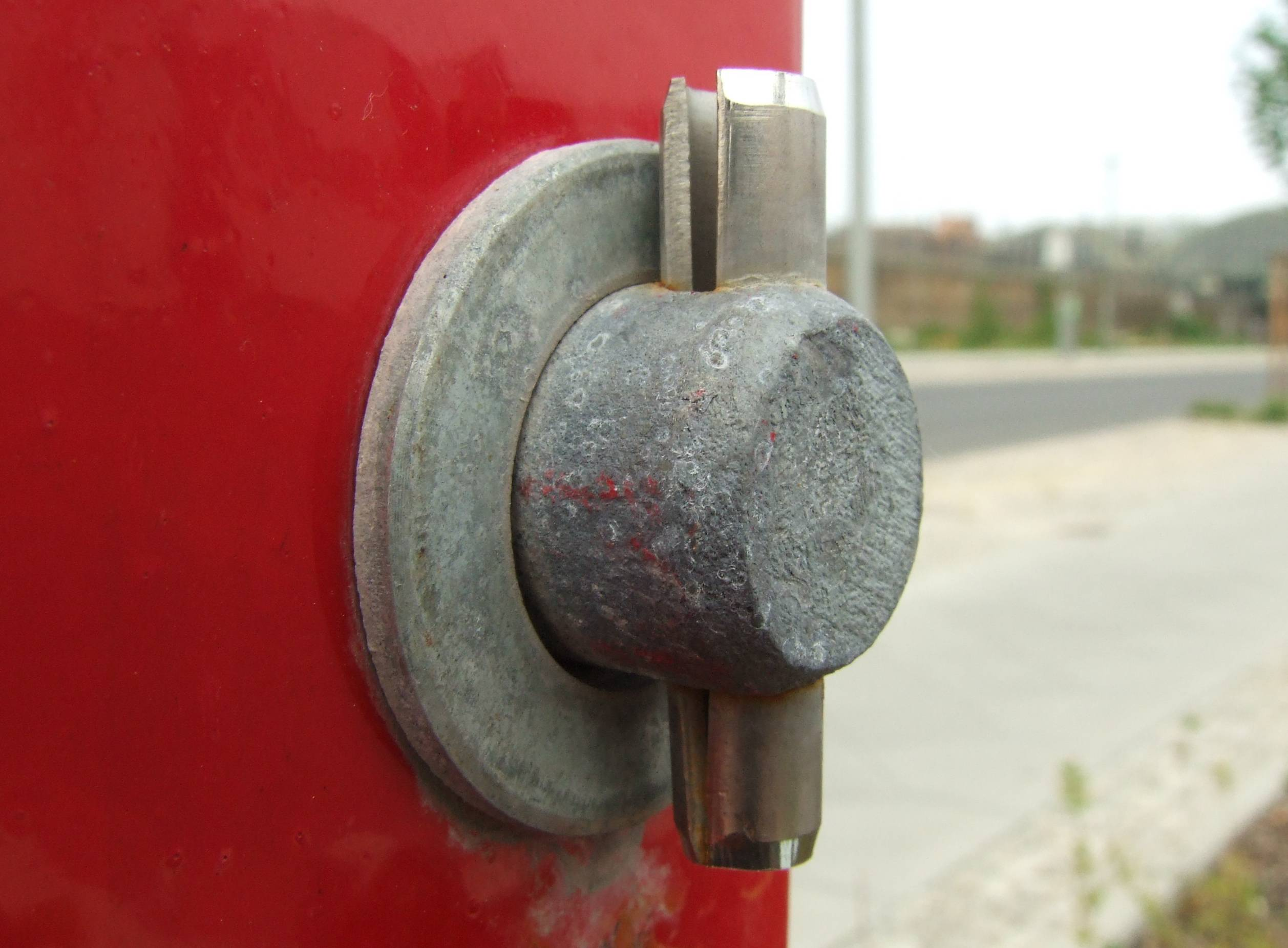
Detail ukončení čepového spoje s pružným kolíkem

Pro kolíkové spoje jsou používány kolíky normalizovaných tvarů a velikostí.
- válcové
  - hladké – ČSN 02 2150; z materiálu 11 600 (11 107); v toleranci n6;
  - s kuželovým koncem – ČSN 02 2152; vodící kolíky tvářecích nástrojů; z materiálu 19421.4 (60 HRc); v toleranci n6;
  - s konci k roznýtování – ČSN 02 2140; z materiálu 11 423 (Al 42 4005); v toleranci h11;
  - duté
  - pružné – svinuté z plechu – ČSN 02 2156; z materiálu 11 700.20;
- kuželové
  - hladké – ČSN 02 2153; z materiálu 11 600 (11 107);
  - s vnějším závitem – ČSN 02 2154; z materiálu 11 600 (11 107);
  - s vnitřním závitem – ČSN 02 2155; z materiálu 11 600 (11 107);
  - s hlavou – ČSN 02 2157; z materiálu 11 600;
- rýhované kolíky – ČSN 02 2170, ČSN 02 2171, ČSN 02 2173; z materiálu 11 107; s tolerancí h11 – mají po obvodu tři rýhy vytlačené tak, aby jejich okraj vystoupil nad válcový povrch
- hřeby
  - rýhované – ČSN 02 2190, ČSN 02 2191; z materiálu 11 343; s toleranci h11;
  - šroubové – ČSN 02 2195; z mat. 11343.9 – cementováno a kaleno;

## Montáž kolíků
Kolíky se narážejí pomocí montážní paličky nebo malého kladiva. Díry pro kolíky vyrobené v toleranci n6 (m6, n7) musejí být díry vystružené na toleranci H7 ev. H8. Pro kuželové kolíky se díry vystružují ve smontovaném stavu kuželovým výstružníkem. Pro ostatní kolíky a hřeby postačuje vrtaná díra v toleranci H11 ev. H12.
Demontáž válcových kolíků ze slepých děr je obtížná, pokud kolíky nejsou opatřeny vnitřním závitem. Pro demontáž takových spojů se ve vrchním dílu vytvářejí závitové díry pro odtlačovací šrouby. Výhodnější je v těchto případech použít kuželové kolíky s hlavou nebo s vnějším či vnitřním závitem.

## Výpočet kolíkových spojů
Pokud kolíky slouží pouze k přesnému ustavení dvou dílů např. dělené skříně převodovky, volí se kolíky s průměrem stejným nebo o něco menším, než je průměr použitých šroubů.
Pokud kolíky přenášejí vnější zatížení, pak pro zajištění bezpečného spoje musí být návrh kolíkového spoje podložen pevnostním výpočtem, ve kterém se ověřuje únosnost ve střihu (smyku), v otlačení, případně únosnost v ohybu je-li kolík namáhán ohybovým momentem a jejich kombinace. Při požadavku na volné otáčení ve spoji je přípustné uvažovat pouze s pružným rozdělením napětí – např. u čepových spojů.